# لارس فوگت
لارس فوگْت (به آلمانی: Lars Vogt) (زادهٔ ۸ سپتامبر ۱۹۷۰ در دورن، آلمان) نوازندهٔ پیانو و رهبر ارکستر اهل آلمان است.